# Voskresenskiy (cráter)

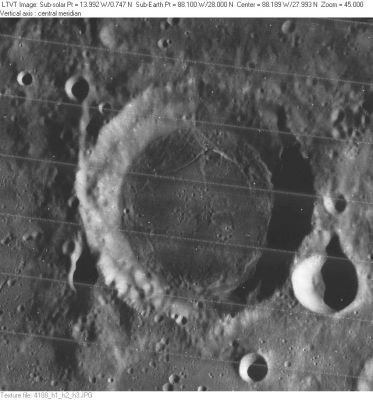
Otra fotografía de la misión Lunar Orbiter 4

Voskresenskiy es un cráter de impacto que se encuentra cerca del terminador occidental de la Luna. Debido a su posición, este cráter se ve desde la Tierra lateralmente, limitando la cantidad de detalle que se puede apreciar. La visibilidad de esta formación también se ve afectada por la libración, por lo que a veces este cráter queda oculto, mientras que en otros momentos se puede ver más fácilmente.
El cráter está situado al sureste de las llanuras amuralladas de Röntgen y Lorentz. Al sur-suroeste se encuentra el cráter Bartels, y ligeramente más al este aparece el borde occidental del Oceanus Procellarum.
El borde exterior de este cráter solo está ligeramente desgastado, y su perfil está todavía bien definido, con solo unos diminutos cráteres situados en el sector suroeste del brocal. Un pequeño cráter se une al contorno exterior del borde hacia el sureste. La pared interior presenta un aterrazado en los lados norte y oeste. El suelo interior oscuro ha sido reconstituido por lava basáltica, y tiene el mismo albedo bajo que el mar lunar situado al este.

## Cráteres satélite
Por convención estos elementos son identificados en los mapas lunares poniendo la letra en el lado del punto medio del cráter que está más cercano a Voskresenskiy.
|               | \| Voskresenskiy \| Coordenadas \| Diámetro \| \| ------------- \| ----------------------------- \| -------- \| \| K \| 28°48′N 84°06′O / 28.8, -84.1 \| 34 km \| |          |
| Voskresenskiy | Coordenadas | Diámetro |
| K             | 28°48′N 84°06′O / 28.8, -84.1 | 34 km    |